# Seohocheon
Seohocheon là một sông ở Suwon, Hàn Quốc. Nó bắt nguồn từ sườn phía Nam của Gwanggyosan và chảy về phía, qua Cheoncheon-dong, qua Trường Cao đẳng Y tế Dongnam, đến Seoho (Hồ Tây), gần Ga Hwaseo. Từ đây, nó tiếp tục đến phía Nam và nhập vào Hwanggujicheon. Có một con đường dọc theo suối và hiện đang được mở rộng phía Bắc đến thượng nguồn.

## Hình ảnh

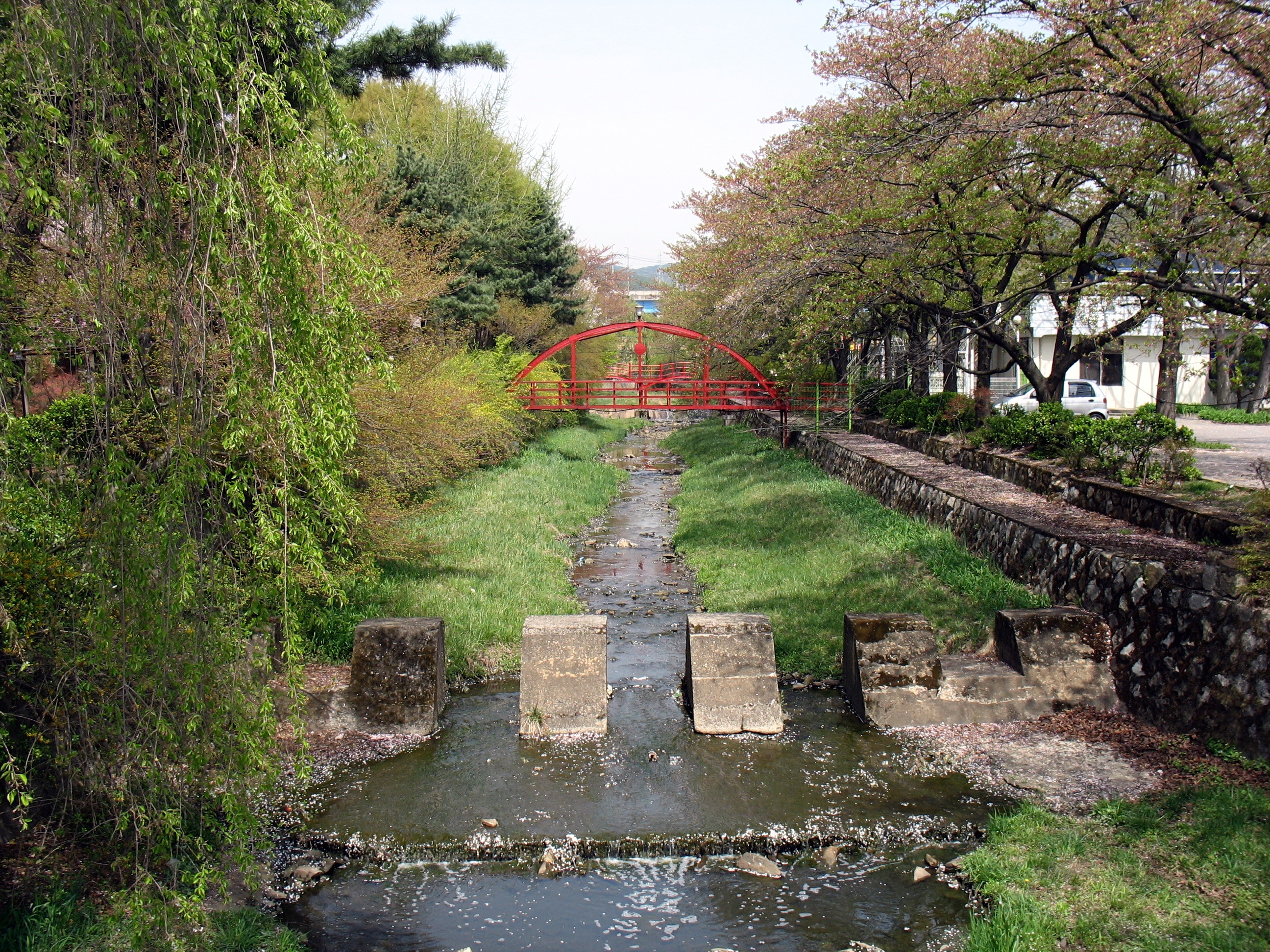
Nhìn ngược dòng thượng nguồn
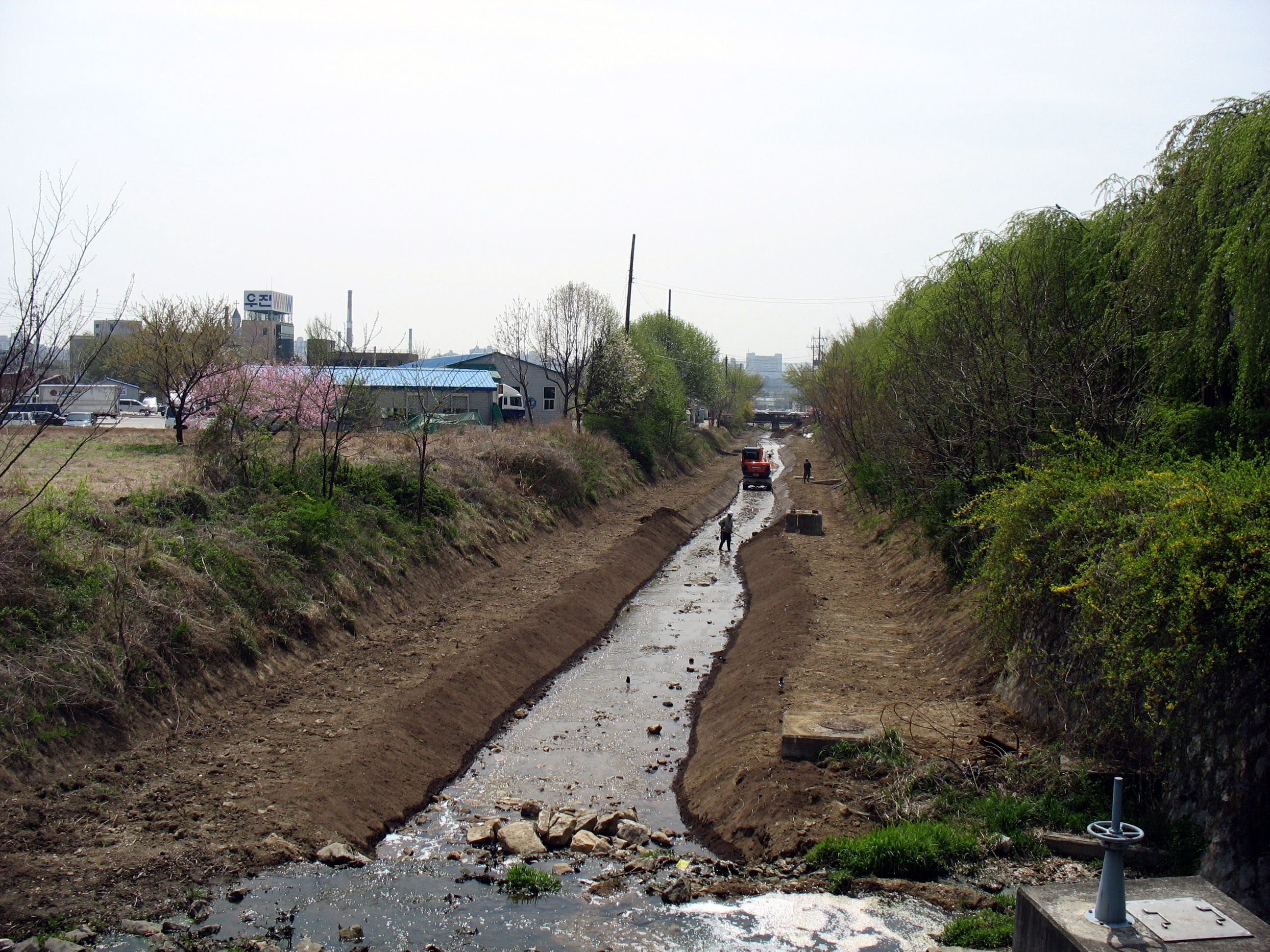
Nhìn xuôi dòng thượng nguồn
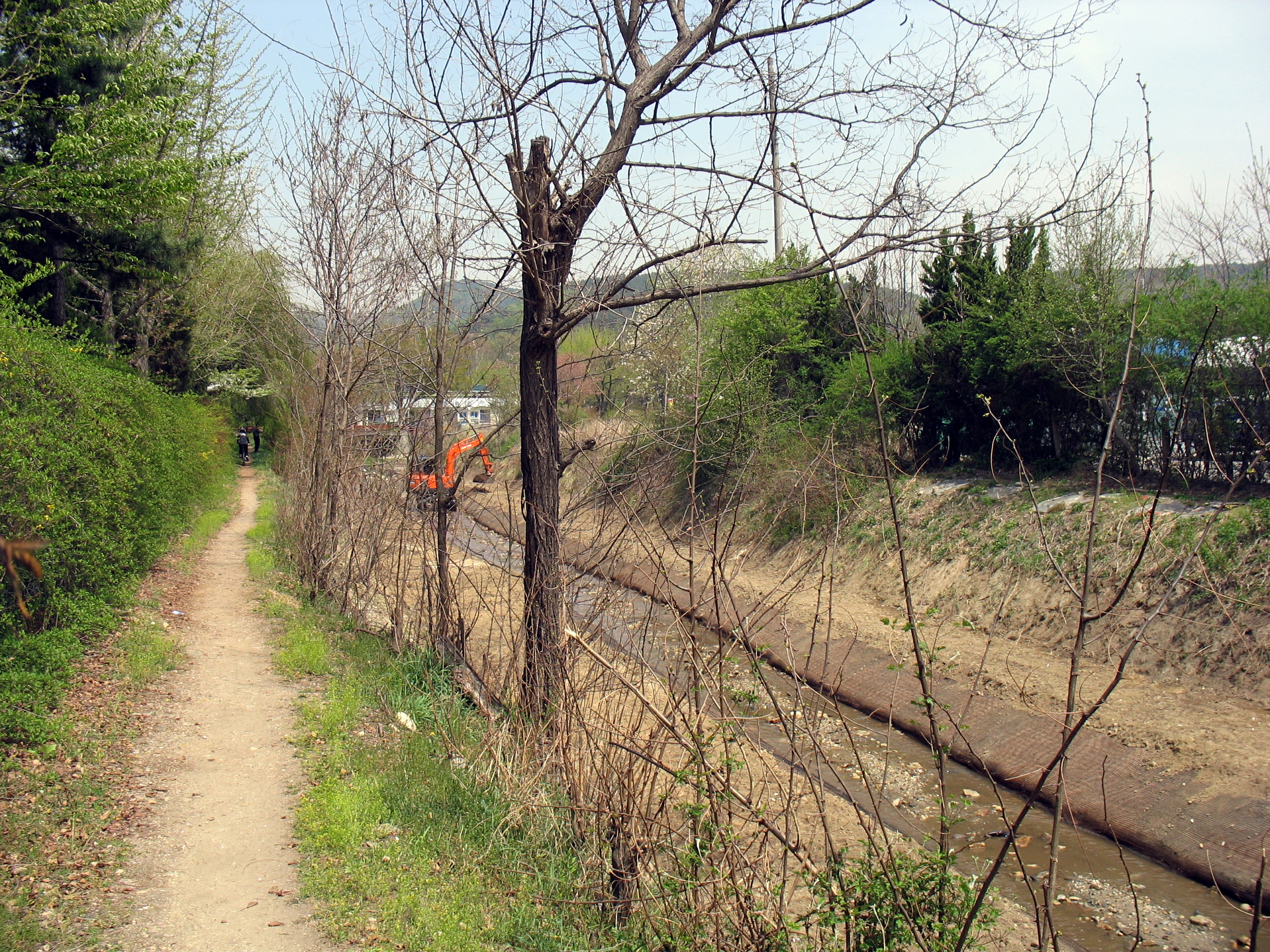
Nhìn về phía thượng nguồn
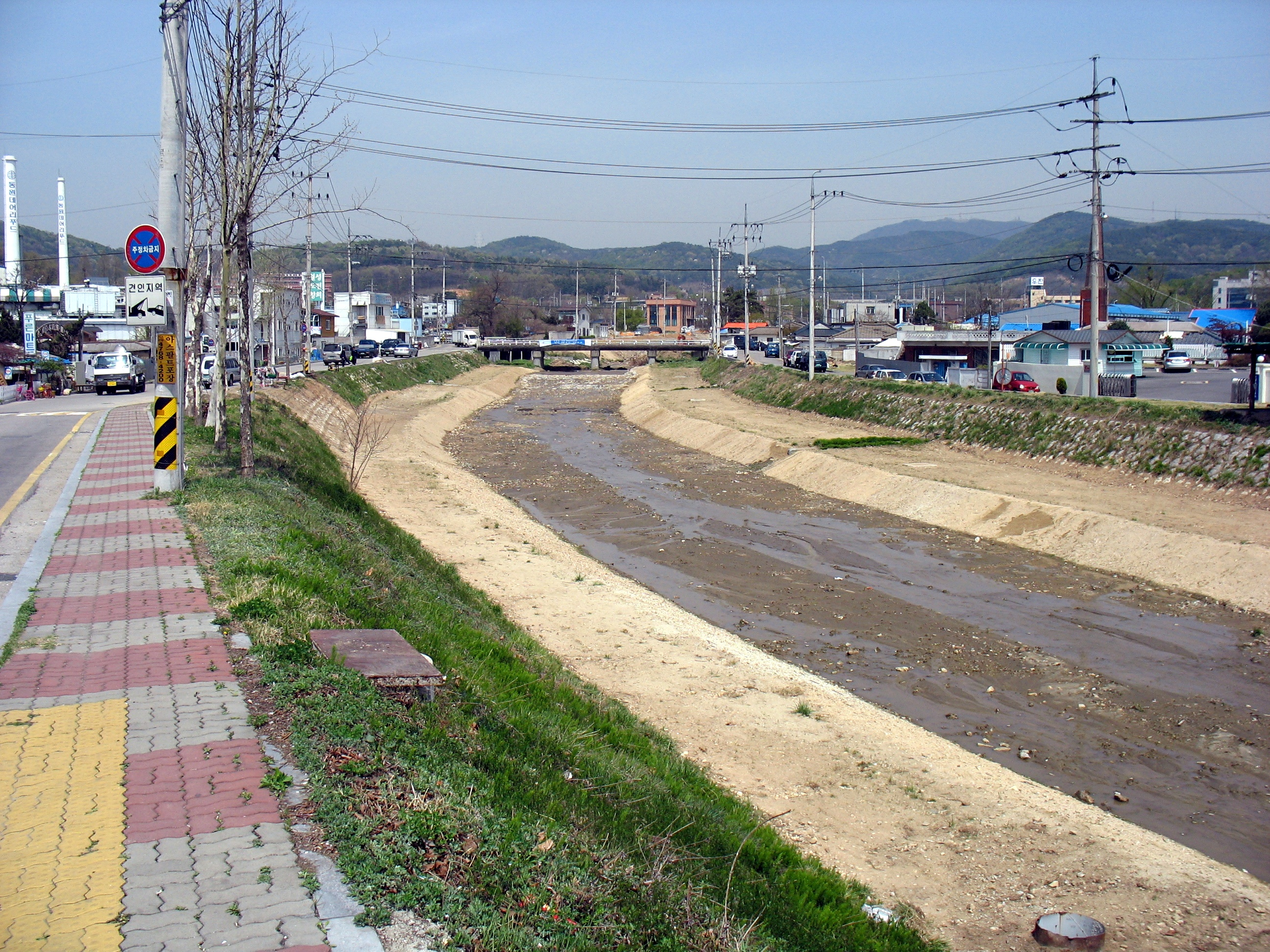
Nhìn ngược dòng từ Yuljeon-dong
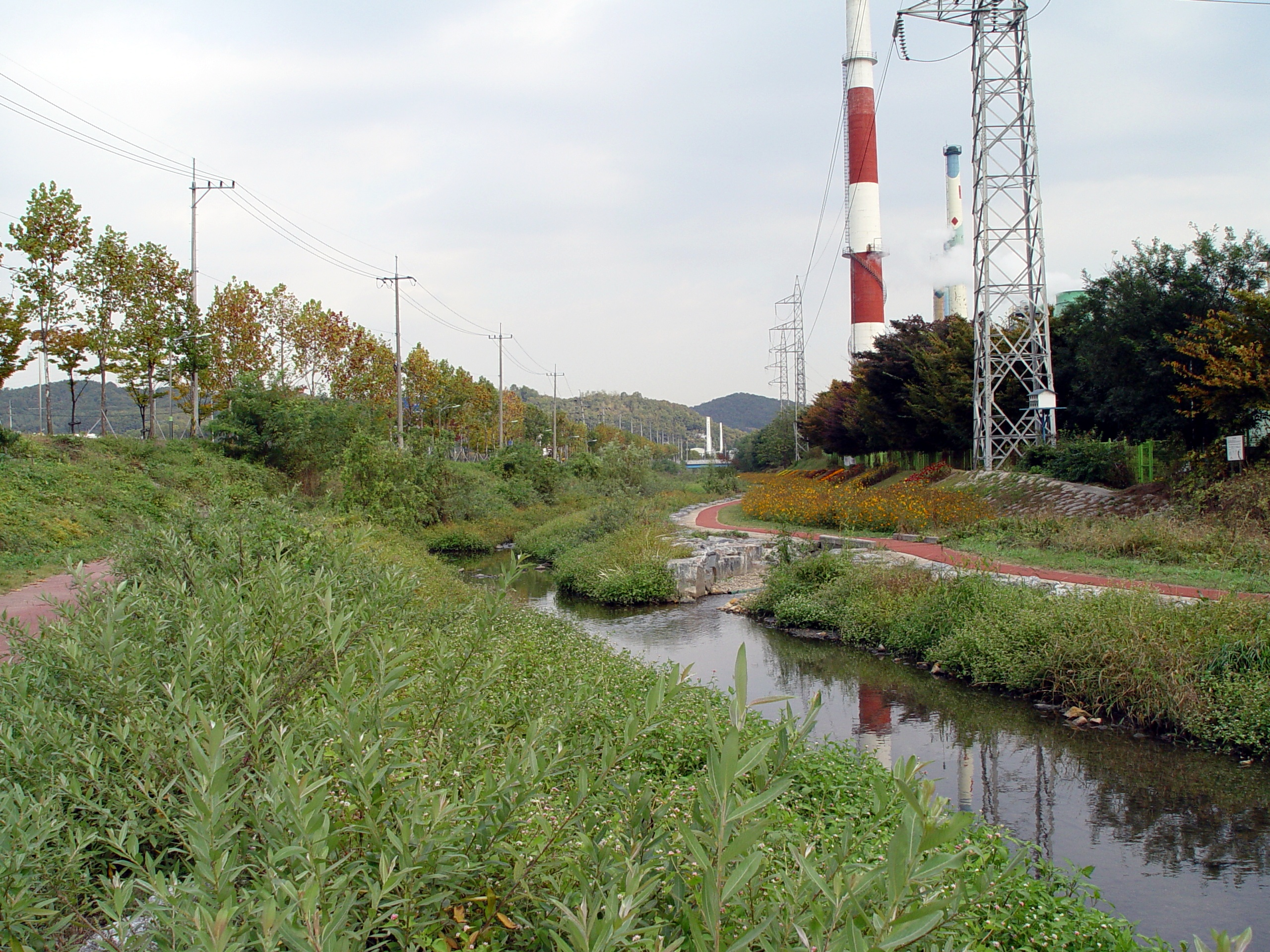
Từ một công ty phía Bắc Suwon
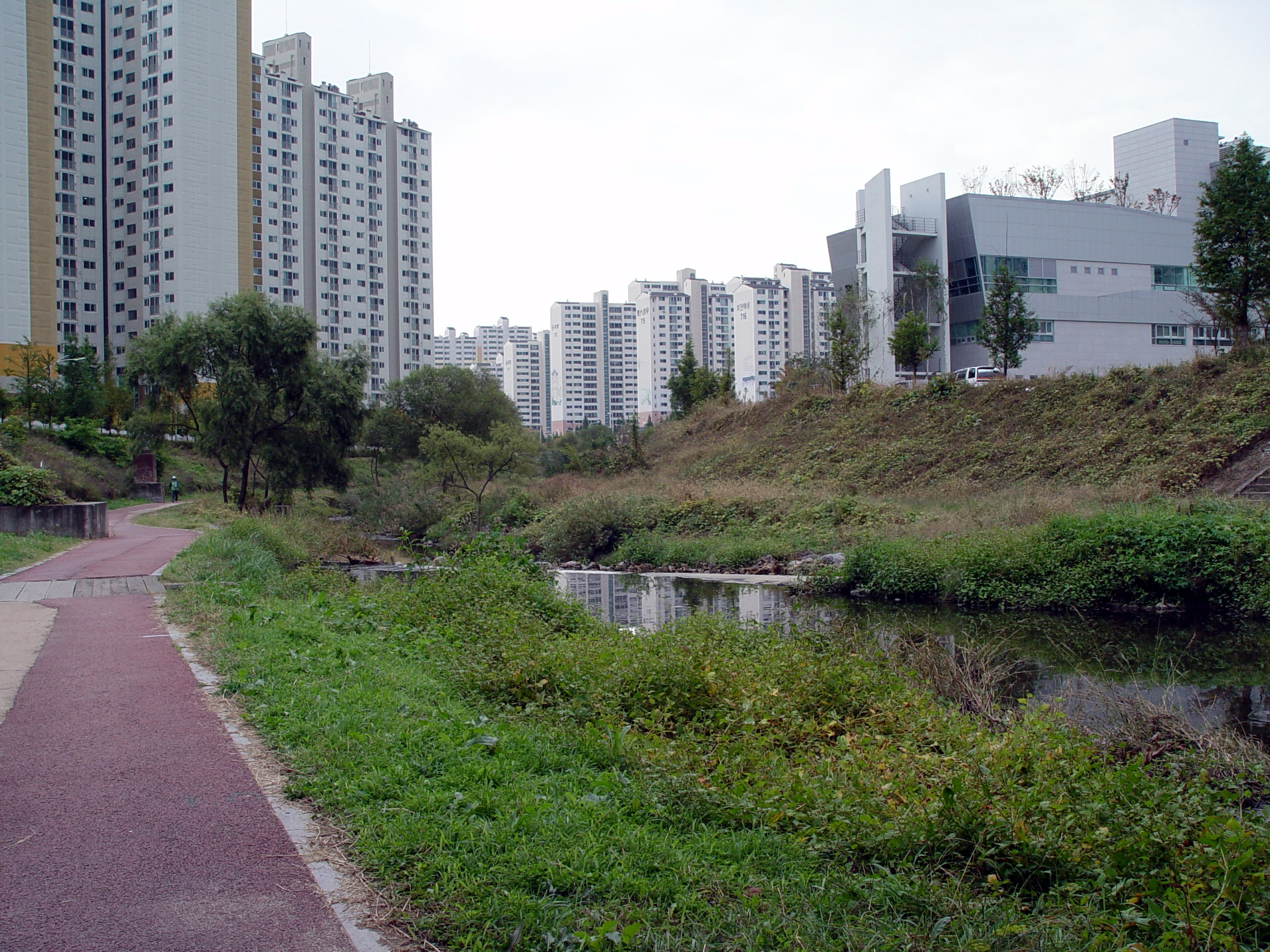
Ở Cheoncheon-dong